# Aleksándrovka (Kushchóvskaya, Krasnodar)
Aleksándrovka (del ruso: Александровка) es un seló del raión de Kushchóvskaya del krai de Krasnodar, en Rusia. Está situado en las llanuras de Kubán-Priazov, junto al límite con el óblast de Rostov, a orillas de un pequeño arroyo tributario del Elbuzd, afluente del Kagalnik, 13 km al norte de Kushchóvskaya y 198 km al norte de Krasnodar, la capital del krai. Tenía 23 habitantes en 2010. Pertenece al municipio Razdolnenskoye.